# Stanisław Jelitko z Mokrska
Stanisław Jelitko z Mokrska herbu Jelita (zm. między 1371-18 stycznia 1375) – podczaszy krakowski, kasztelan żarnowski, kasztelan małogoski, starosta kaliski, dziedzic Mokrska oraz rozległego kompleksu dóbr na pograniczu ziemi krakowskiej i sandomierskiej. 

## Rodzina
Należał do polskiego rodu rycerskiego zwanego Jelitczykami (Jelitami) lub Nagodzicami. Był synem Tomisława Mokrskiego, wojewody krakowskiego i sandomierskiego oraz Elżbiety, córki Stanisława Szyrzyka. Jego stryjem był kasztelan sandomierski Piotr z Mokrska zwany Jelito, a wujami byli Piotr z Fałkowa zwany Szyrzykiem – biskup krakowski i Jakub – kanonik krakowski. Jego rodzonym bratem był Tomisław z Mokrska, podkanclerzy dworu, zaś braćmi stryjecznymi byli: Florian Mokrski – kanclerz łęczycki i biskup krakowski; Dziwisz z Węgleszyna – starosta łęczycki i Klemens Mokrski – kasztelan radomski.

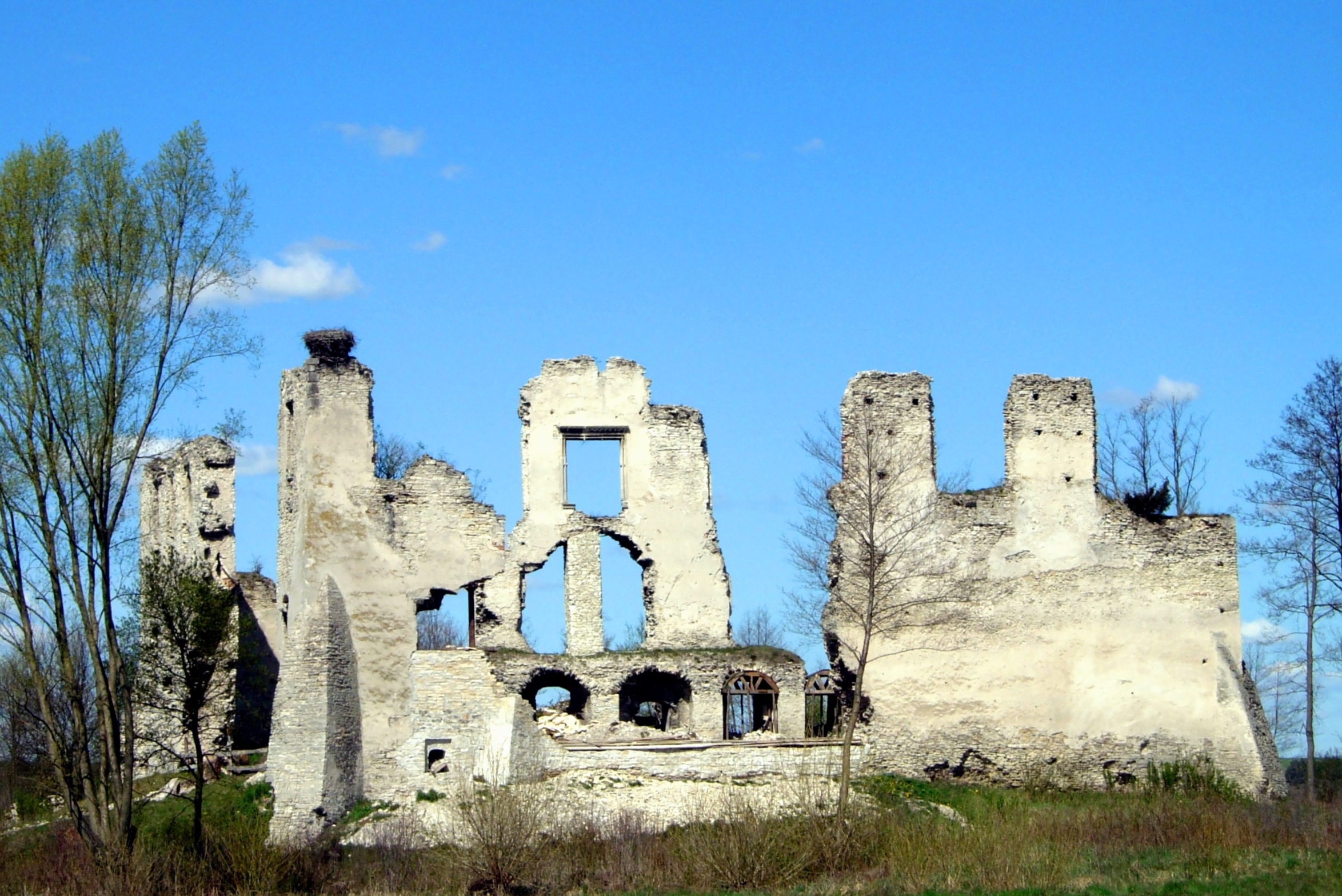
Ruiny późnogotyckiego zamku w Mokrsku Górnym wzniesionego przez Piotra Kmitę

## Kariera
- 1342–1352 – występuje jako podczaszy krakowski[4], pełniąc ten urząd  jest w bliskim otoczeniu króla Kazimierza Wielkiego
- 1346 – otrzymuje w zarząd starostwo kaliskie, w Brześciu Kujawskim testuje dokument lokacyjny miasta Bydgoszczy[5]
- 1349–1353 – bierze udział wraz z braćmi w wyprawach na Ruś Halicką, uczestniczy w zawierania umowy lennej między królem Polski a książętami mazowieckimi[6]
- 1352 – w maju tego roku znalazł się w gronie dostojników, którzy poręczyli za króla pożyczkę od mieszczan krakowskich w wysokości 1 tys. kop groszy praskich[7], do aktu przywiesił pieczęć swego ojca Tomisława[8], miesiąc później jest jednym ze świadków królewskiego dokumentu kończącego spór z Bodzętą, biskupem krakowskim o zasady poboru dziesięciny z nowizn.
- 3 kwietnia 1353 – na dokumencie transakcji między klasztorem Cystersów w Mogile a dziedzicem Zesławic występuje jako kasztelan żarnowski, uczestniczy w wyprawie przeciw Litwie
- 19 stycznia 1354 – na dokumencie nadania Rzeszowszczyzny Janowi Pakosławicowi występuje jako kasztelan małogoski, świadkuje na akcie ugody między królem a biskupem Bodzętą,
- 29 maja 1355 – wraz z braćmi, Klemensem i Florianem, podejmuje w Mokrsku monarchę, jest dostojnikiem królewskim, jako pełnomocnik królewski mediuje w sporze między Siemowitem mazowieckim a arcybiskupem gnieźnieńskim Jarosławem z Bogorii i Skotnik dotyczącym powinności na rzecz księcia ze strony poddanych arcybiskupa w dystrykcie łowickim
- 7 grudnia 1358 – jest jednym z testatorów wielkiego przywileju królewskiego dla Krakowa[9]
- 1360 – przebywa wraz z orszakiem królewskim w Sulejowie
- pełni kilkakrotnie funkcję asesora podczas wieców sądowych w Krakowie, Sandomierzu i Wiślicy
- otrzymuje od króla zapis na żupach solnych w postaci czynszu tygodniowego w wysokości 12 grzywien[10]
- towarzyszy królowi w objazdach Małopolski, świadkuje na dokumentach królewskich, towarzyszy królowi w czasie jego ostatniej podróży
- 16 września 1370 – już po wypadku koło Przedborza[11]świadkuje na dokumencie królewskim wystawionym w Radoszycach dla arcybiskupa Jarosława z Bogorii i Skotnik
- zmarł między 1371[12]-18 stycznia 1375[13]